# Danuta Bartosz (poetka)
Danuta Bartosz (ur. 26 marca 1939 w Kijowie) – działaczka kultury, poetka, dziennikarka, absolwentka Wydziału Prawa i Administracji UAM w Poznaniu. Prezes Fundacji Literackiej „Jak podanie ręki” – powstałej na bazie Wielkopolskiego Oddziału ZLP, Honorowa Prezes WO ZLP, od wielu lat zajmuje się kreowaniem i animowaniem kultury, aktywnie działając w środowiskach twórczych Wielkopolski

## Twórczość
Danuta Bartosz drogę poetycką rozpoczęła po przejściu na emeryturę w 2000 r. Wydała 21 tomów poetyckich:
- Agnieszka B. – Poznań 2004, s. 66. ISBN 978-83-931116-3-3;
- O. Artur OMI – Poznań 2005, s. 26. ISBN 978-83-931116-6-4;
- Razem raźniej – Poznań 2005, s. 117. ISBN 978-83-931116-4-0;
- Orchidea – Poznań 2005, s. 71. ISBN 978-83-931116-5-7;
- Zapach konwalii pamięci – Poznań 2005, s. 121. ISBN 978-83-931116-7-1;
- Pisane nadzieją – Poznań 2005, s. 229. ISBN 978-83-931116-9-5;
- Pisane sercem – Poznań 2004, s. 68. ISBN 978-83-931116-2-6;
- Rozbłyski świtu – Białystok 2007, s. 91. ISBN 978-8360534-71-7;
- Usłyszeć Jej Szept – Białystok 2007, s. 107. ISBN 978-8360534-70-0;
- Laudatio – Poznań 2007, s. 71. ISBN 978-83-969073-0-1;
- Szukając Jego Śladów – Białystok 2007, s. 174. ISBN 978-8360534-48-9;
- Łzy kamieni – Białystok 2008, s. 109. ISBN 978-8360534-87-8;
- State in FIDE/ Trwajcie w wierze – Poznań 2008, s. 80. ISBN 978-83-931116-1-9;
- Brzegiem wiary – Białystok 2008, s. 97. ISBN 978-8360534-78-9;
- Księżniczka czardasza – Poznań 2009, s. 30. ISBN 978-83-969073-1-8;
- Tu czy tam – byle razem – Poznań 2010, s. 55. ISBN 978-83-969073-2-5;
- Tylko smutek jest wierny/Only sorrow is faithful – Bydgoszcz 2012, s. 90, wersja polsko-angielska. ISBN 978-83-61412-73-1;
- Tylko smutek jest wierny/Само тагата е верна [Samo tagata e werna] – Bydgoszcz 2012, s. 107 wersja polsko-macedońska. ISBN 978-83-61412-77-9;
- Dwa serca biją mocniej – Poznań 2013, s. 85. ISBN 978-83-969073-3-2;
- Zapach kadzidła – Bydgoszcz 2013, s. 106. ISBN 978-83-931116-0-2;
- Szukając Jego śladów w pielgrzymowaniu według kart biblijnych – opracowanie i prezentacja poezji Danuty Bartosz przez dr nauk hum. Janinę Kwiek-Osiowską. Kraków 2020, s. 187. ISBN 978-83-67860-25-3 #86;

Od 13 lat Danuta Bartosz prowadzi autorski cykl wydawniczy publikacji dwujęzycznych antologii (bilingual anthologies) poezji współczesnej. Słowo wstępne do antologii napisali dyplomaci, konsule lub ambasadorowie danych państw. Realizując własny projekt autorski, zredagowała i opublikowała 15 dwujęzycznych antologii poezji współczesnej. Będąc prezesem fundacji literackiej, utworzyła wydawnictwo, w którego ramach od 2017 roku wydała ponad 90 książek członków wielkopolskiego oddziału, Koła Młodych i Klubu Aforystów przy WO ZLP. Charytatywnie wydała dla dzieci z Ukrainy dwa przekłady na jęz. ukraiński polskiej literatury dla dzieci:
- w roku 2017 Porwanie Baltazara Gąbki Stanisława Pagaczewskiego
- 22 lutego 2022 roku Afryka Kazika Łukasza Wierzbickiego, książkę z listy polskich lektur obowiązkowych dla III klasy szkoły podstawowej, Danuta Bartosz wydała dokładnie w przededniu wybuchu wojny na Ukrainie. Nakład obu książek wyniósł po 2000 egzemplarzy[potrzebny przypis].

Ewenementem na skalę światową była prekursorska publikacja antologii poezji w siedemnastu językach, wydana w języku oryginalnym 40 poetów, z tłumaczeniem na jęz. polski, a ten zapisany w alfabecie Braille’a.

## Dwujęzyczne antologie
W okresie od 2013 do 2022 roku Danuta Bartosz wybrała twórczość zaproszonych do antologii poetów, zredagowała, zrobiła składy i wydała następujące dwujęzyczne publikacje:
- Jak podanie ręki / Kézfogas tom I (tłum. na jęz. węgierski), Poznań 2013. s. 142. ISBN 978-83-61412-14-4;
- Jak podanie ręki / Kiel dono de la mano tom II (tłum. na jęz. esperanto), Poznań 2013, s. 145. ISBN 978-83-61412-30-4;
- Jak podanie ręki / Как пожатe руки tom III (tłum. na jęz. rosyjski), Poznań 2014, s. 132. ISBN 978-83-61412-58-08.
- Jak podanie ręki / Wie ein Handedruck tom IV (tłum. na jęz. niemiecki),
- Pierwsza edycja: Poznań 2014, s. 142. ISBN 978-83-61412-62-5;
- Druga edycja: Poznań 2017, s. 173. ISBN 978-83-61412-71-7;
- Trzecia edycja: Poznań 2018, s. 263. ISBN 978-83-951545-1-5;
- Jak podanie ręki / Як працягнутая далонь tom V (tłum. na jęz. ukraiński), Poznań 2015, s. 225. ISBN 978-83-61412-23-6;
- Jak podanie ręki / Як працягнутая далонь tom VI (tłum. na jęz. białoruski), Poznań 2014/2015, s. 158. ISBN 978-83-61412-82-3;
- Jak podanie ręki / Ως χείρα βοηθείας tom VII (tłum. na jęz. grecki), Poznań 2015, s. 188. ISBN 978-83-61412-19-9;
- Jak podanie ręki / Som att räcka handen tom VIII (tłum. na jęz. szwedzki), Poznań 2016/2017, s. 168. ISBN 978-83-948106-4-1;
- Jak podanie ręki / Ձեռքերի սեղմման պես tom IX (tłum. na jęz. ormiański), Erywań 2016, s. 156. ISBN 978-9939-863-32-0;
- Jak podanie ręki / Comme une poignée de main tom X (tłum. na jęz. francuski), Poznań 2018, s. 244. ISBN 978-83-951545-3-9;
- Jak podanie ręki / Like The Hand of Friendship tom XI (tłum. na jęz. angielski), Poznań 2019, s. 236. ISBN 978-83-951546-2-1;
- Jak podanie ręki / Como un apretón de manos tom XII (tłum. na jęz. hiszpański). Poznań 2021, s. 156. ISBN 978-83-960424-9-1-
- Jak podanie ręki / Kaip rankos paspaudimas tom XIII (tłum. na jęz. litewski). Poznań 2022, s. 140. ISBN 978-83-965056-4-4;
- Wieża Babel – słowa na dotyk w opracowaniu Danuty Bartosz i artysty-grafika Witolda Zakrzewskiego. Siedemnastojęzyczna antologia poezji, zapisana w językach narodowych autorów, poezja przetłumaczona na język polski i zapisana w alfabecie Braille’a. Wydana w wydawnictwie fundacji „Jak podanie ręki”. Poznań 2021, s. 110. ISBN 978-83-960424-6-0 seria wyd. #47 oraz dodruk rozszerzonej wersji wydany w 2023, s. 110. ISBN 978-83-67860-10-9 seria wyd.#71 i wydany przy udziale Towarzystwa H. Cegielskiego w 2024 roku, seria wydawnicza Nr 73. ISBN 978-83-67860-12-3 s, 114;
- II Po-tyczki – dwujęzyczna, polsko-niemiecka wersja komiksowa, s. 93. wydana w 2017 r., Poznań. ISBN 978-83-948106-5-8, seria wydawnicza #6[8];

## Festiwale
Uczestniczyła w festiwalach krajowych i międzynarodowych, takich jak: „Warszawska Jesień Poetycka” (wielokrotnie), w Polanicy – „Poeci bez granic”, Galicja – Festiwal „Jesień Galicyjska”, „Festiwal słowiański” w Warszawie, Litwa – „Maj nad Wilią”, „Emigra” (festiwal polsko-litewski), w styczniu 2014 roku festiwal w Nowym Jorku i od maja 2014 do 2019 r. w „Wiośnie Poetyckiej” w Ukrainie, festiwale we Lwowie, Kijowie i Charkowie, Łucku, Żytomierzu, Orżewie, Tarnopolu, Boryspolu, w Czechach, Dreźnie, Budziszynie oraz w Grecji (Ateny, Chalkida, Eretria) i we Włoszech (Bari, Forenza, Polignano a Mare).
Do najbardziej prestiżowych należy udział Danuty Bartosz w 51. edycji Struga Poetry Evenings pod patronatem UNESCO. Podczas sympozjum w Strudze wygłosiła referat na temat: Poezja w elektronicznych środkach masowego przekazu. Danuta Bartosz uczestnicząc w 51. edycji festiwalu w Strudze, była pierwszą poetką-kobietą w historii festiwalu zaproszoną z Polski.

## Odznaczenia i nagrody
- Odznaka honorowa „Zasłużony dla Kultury Polskiej” przyznana przez Ministra Kultury i Dziedzictwa Narodowego[9]
- Złota Odznaka ZLP przyznana przez ZG ZLP (2021)
- Nagroda okolicznościowa MKiDN (2015)
- Nagroda Kapituły im. Romy Brzezińskiej – „Znak Dobra” przyznana przez dziennikarzy Głosu Wielkopolskiego, Gazety Wyborczej, Radia Merkury, Radia Emaus, „Przewodnika Katolickiego” oraz rektora Wyższej Szkoły Umiejętności Społecznych (2013)
- Srebrny Medal „Labor Omnia Vincit” przyznany w 2011 roku przez Towarzystwo im. Hipolita Cegielskiego
- Medal „200-lecie urodzin Hipolita Cegielskiego 1813–2013”
- Nagroda Marszałka Województwa Wielkopolskiego przyznana w 2020 roku za osiągnięcia w dziedzinie twórczości artystycznej, promocję i ochronę dóbr kultury w kategorii „animacja i upowszechnianie kultury”
- Złota Tabliczka „Życie dla poezji”, przyznaną przez prof. Annę Santoliquido, prezydentkę Międzynarodowego Ruchu „Kobiety i Poezja” z okazji Światowego Dnia Poezji 21 marca 2024 roku w Polignano a Mare
- w 2023 roku z okazji 50-lecia jubileuszu koreańsko-amerykańskiego Wydawnictwa CCC w Nowym Jorku, prof. Sultan Catto, prezydent (Yale University Club) i Stanley H. Barkan, prezydent wydawnictwa Cross Cultural Communications. Literary Arts Media przyznali Danucie Bartosz Medal nr 52 za całokształt międzynarodowej działalności kulturalnej i wydawniczej[potrzebny przypis].